# Libuše Lomská
Libuše Lomská, z domu Geislerová, później Libuse Lomsky (ur. 1 lipca 1923 w Ołomuńcu, zm. 2 listopada 2004 w Baltimore) – czechosłowacka lekkoatletka, płotkarka.
Podczas igrzysk olimpijskich w Londynie (1948) zajęła 6. miejsce w biegu na 80 metrów przez płotki. W eliminacjach ustanowiła swój rekord życiowy, a zarazem rekord Czechosłowacji – 11,8.